# 環方このみ
環方 このみ（わがた このみ、8月18日 - ）は、日本の漫画家。京都府出身。血液型はO型。趣味は旅行と献血。

## 来歴
2006年、『ちゃおDX』冬号に掲載された『レンズごしのホント』でデビュー。以後、小学館発行の少女漫画雑誌『ちゃお』や『ちゃおDX』で執筆している。主に、動物が作品に出てくるのが特徴である。
2015年、『ちゃお』にて『ねこ、はじめました』を連載開始。『ちゃおDX』でも連載され、2017年にちゃおちゃおTV!でボイスコミック化された。2020年、同作が第65回小学館漫画賞児童向け部門を受賞。

## 作品リスト

### 漫画作品
- レンズごしのホント（『ちゃおDX』2006年冬号） - デビュー作[1]
- きみをご指メェ〜!（『ちゃおDX』2007年春待ち号）
- アンラッキー☆フレンズ（『ちゃおDX』2007年春号）
- おさんぽ日和（『ちゃおDX』2007年初夏号）
- なつやすみ、きみの町（『ちゃお』2007年8月号）
- うきうき!アヒル応援団（『ちゃおDX』2007年夏号）
- ウェルカム ワンタメタウン（『ちゃおDX』2007年夏号 - 2009年冬・春号）
- ワンダー・パーティ（『ちゃおDX』2007年秋号）
- Zooっと! ライバル（『ちゃおDX』2007年冬号）
- 干支☆えとせとら（『ちゃお』2008年1月号 - 3月号）
- わたしの家庭問題 （『ちゃおDX』2008年春の超大増刊号）
- あしたは大吉（『キミと歩く道〜犬と私の10の約束〜』、2008年）
- 拾い物注意!（『ちゃおDX』2008年夏号）
- いっしょにかえろ。（『ちゃお』2009年2月号[5] - 4月号）
- ヒロインは魔王様（『ちゃおDX』2009年秋号）
- メタポメッ!（『ちゃおDX』2009年冬号 - 2010年春号）
- 猫に小判￥（『ちゃおDX』2010年春号）
- ドリームガール！〜ちゃおガール物語〜（『ちゃお』2010年3月号）
- 神様おねがいっ!（『ちゃおDX』2010年夏号）
- すったもんだ!ピラメキパンダ☆（『ちゃおDX』2010年ホラー号夏号）
- 永久おにごっこ（『本当にあった怖い話』、2010年）
- 豚豚びょーし!（『ちゃおDX』2010年夏号）
- 秘密のおベンキョ♡（『ちゃおDX』2010年冬号）
- メルへんぞーん（『ちゃおDX』2011年春号）
- キミロボ（『ちゃおDX』2011年夏号）
- オオカミ少年♥こひつじ少女（『ちゃおDX』2011年夏号 - 2015年7月号、『ちゃお』2012年5月号[6] - 8月号）
- ゼンゼンマン（『ちゃお』2013年8月号[7]）
- 世界は君の肩に（『ちゃお』2014年4月号[8]）
- カレシ・レシピ（『ちゃおDX』2015年5月号 - 9月号）
- さて最初からもう一度（『ちゃおDX』ホラー＆ミステリー号、2015年）
- オトカ♥ドール（オトカドール公式ファンブック スタート号、『ぷっちぐみ』2015年10月号 - 12月号）
- ねこ、はじめました（『ちゃお』2015年11月号[9] - 2016年2月号[10]、2016年6月号[11] - 連載中）
- ブイブイ♥かわイーブイ!（『ちゃお』2018年8月号[12]）
- ひみつきちのふたり（『ちゃお』2022年4月号）
- おいぬさまのココろえ（『ちゃおコミ』2022年4月2日[13] - 2023年1月9日[13]）

### 書籍

#### 単著
小学館〈ちゃおコミックス〉より刊行。
- 『干支☆えとせとら』（全1巻）2008年6月4日初版第1刷発行 ISBN 978-4-09-131707-0
- 『いっしょにかえろ。』（全1巻）2009年7月6日初版第1刷発行 ISBN 978-4-09-132643-0
- 『オオカミ少年♥こひつじ少女』（全5巻）
  1. 2012年6月6日初版第1刷発行 ISBN 978-4-09-134459-5
  2. 2013年2月5日初版第1刷発行 ISBN 978-4-09-135144-9
  3. 2013年12月30日初版第1刷発行 ISBN 978-4-09-135718-2
  4. 2014年11月4日初版第1刷発行 ISBN 978-4-09-136596-5
  5. 2015年9月6日初版第1刷発行 ISBN 978-4-09-137270-3
- 『カレシ・レシピ』（全1巻）2015年11月4日初版第1刷発行 ISBN 978-4-09-137892-7
- 『ねこ、はじめました』（既刊14巻）※2025年4月現在。

#### 共著

##### 小学館〈ちゃおコミックス〉
- 『いつでもワンコといっしょ』（竜山さゆり、栖川マキ、久世みずき、塚本やよい、ぽっぽ七海と共著）2010年2月6日初版第1刷発行 ISBN 978-4-09-133370-4
- 『5つのあこがれお仕事ストーリー』（阿南まゆき、三咲あや、北村有香、諸岡きゅうこと共著）2010年8月4日初版第1刷発行 ISBN 978-4-09-133106-9
- 『極あま♥恋するファンタジー』（八神千歳、阿南まゆき、えびなしお、清水まみ、柏ぽちと共著）2011年6月6日初版第1刷発行 ISBN 978-4-09-133870-9
- 『ぎゅっとしたいの！』（竜山さゆり、如月ゆきの、もちうさぎ、あずき友里、大木真白、おりとかほりと共著）2017年10月31日初版第1刷発行 ISBN 978-4-09-139809-3
- 『初きゅん！！〜あこがれの恋はじめました〜』（如月ゆきの、大木真白、小倉あすか、寺本実月、灯屋すぐる、加藤みのりと共著）2019年4月1日初版第1刷発行 ISBN 978-4-09-870504-7

##### 小学館ちゃおホラーコミックス
- 『本当にあった怖い話』（小室栄子、牧原若菜、姫川きらら、栖川マキ、かがり淳子、坂元勲、久世みずきと共著）2010年5月3日初版第1刷発行 ISBN 978-4-09-133219-6
- 『本当は恐ろしい童話・伝説』（小室栄子、牧原若菜、小倉あすか、今井康絵、まえだくん、坂元勲と共著）2016年6月6日初版第1刷発行 ISBN 978-4-09-138499-7
- 『まだ誰も知らないこわい話』（中嶋ゆか、福永まこ、小室栄子、小倉あすか、辻永ひつじ、あずき友里、牧原若菜と共著）2017年5月31日初版第1刷発行 ISBN 978-4-09-139380-7
- 『ホラー傑作選 恐』（阿南まゆき、坂元勲、おりとかほり、笹木一二三、辻永ひつじ、牧原若菜と共著）2018年4月27日初版第1刷発行 ISBN 978-4-09-870126-1
- 『最凶学園』（ときわ藍、葵みちる、にしむらともこ、栖川マキ、えびなしおと共著）2018年12月26日初版第1刷発行 ISBN 978-4-09-870413-2
- 『扉を開けたら殺される 恐怖の館へようこそ』（中嶋ゆか、小森チヒロ、小室栄子、くまき絵里、えびなしおと共著）2020年6月1日 ISBN 978-4-09-871056-0
- 『怖いともだち』（菜乃みくろ、加藤みのり、鮎ヒナタ、岬かいり、灯屋すぐると共著）2021年6月30日初版第1刷発行 ISBN 978-4-09-871462-9

##### 小学館ちゃおコミックススペシャル
- 『恋する小学生〜ちっちゃなムネのトキメキ〜』（まいた菜穂、えびなしお、うちはら香乃、ふじたはすみ、辻永ひつじ、色井麻知子、寺下よこ、なぎり京と共著）2014年4月6日初版第1刷発行 ISBN 978-4-09-136154-7

### 小説挿絵

#### 小学館ジュニア文庫
- 『天国の犬ものがたり』本文挿絵担当（原作：堀田敦子、著：藤咲あゆな、既刊12巻）
  1. 天国の犬ものがたり〜ずっと一緒〜 2013年9月24日初版発売 ISBN 978-4-09-230746-9
  2. 天国の犬ものがたり〜わすれないで〜 2014年3月24日初版発売、ISBN 978-4-09-230756-8
  3. 天国の犬ものがたり〜未来〜 2014年12月24日初版発売、ISBN 978-4-09-230784-1
  4. 天国の犬ものがたり〜夢のバトン〜 2016年1月27日初版発売、ISBN 978-4-09-230852-7
  5. 天国の犬ものがたり〜ありがとう〜 2016年11月30日初版発売、ISBN 978-4-09-230898-5
  6. 天国の犬ものがたり〜天使の名前〜 2017年6月28日初版発売、ISBN 978-4-09-231167-1
  7. 天国の犬ものがたり〜僕の魔法〜 2017年11月29日初版発売、ISBN 978-4-09-231200-5
  8. 天国の犬ものがたり〜笑顔をあげに〜 2018年6月22日初版発売、ISBN 978-4-09-231235-7
  9. 天国の犬ものがたり〜はじめまして〜 2019年1月25日初版発売、ISBN 978-4-09-231275-3
  10. 天国の犬ものがたり〜扉のむこう〜 2019年7月26日初版発売、ISBN 978-4-09-231300-2
  11. 天国の犬ものがたり〜幸せになるために〜 2020年1月31日初版発売、ISBN 978-4-09-231319-4
  12. 天国の犬ものがたり～HOME ホーム～ 2020年12月2日初版発売、ISBN 978-4-09-231352-1
- 『オオカミ少年♥こひつじ少女』原作・挿絵・表紙絵担当（著（第1巻）：福田裕子、（第2巻）：湖山真、全2巻）
  1. オオカミ少年♥こひつじ少女 わくわく♪どうぶつワンだーらんど! 2014年5月28日初版発売、ISBN 978-4-09-230763-6
  2. オオカミ少年♥こひつじ少女 お散歩は冒険のはじまり　2014年10月22日初版発売、ISBN 978-4-09-230778-0
- 『ここはエンゲキ特区!』挿絵・表紙絵担当（著：保木本佳子、既刊1巻）2020年9月25日初版発売、ISBN 978-4-09-231347-7

#### ポプラキミノベル
- 『メイズさんの言うとおり』挿絵・表紙絵担当（著：小金井ゴル、既刊1巻）2023年7月12日初版発売、ISBN 978-4-5911-7845-4